# Luigi Morandi
Luigi Morandi (Todi, 18 dicembre 1844 – Roma, 6 gennaio 1922) è stato un educatore, scrittore, grammatico, e poeta italiano.

## Biografia
Nacque in una famiglia di decaduta nobiltà di origine francese, stabilitasi in Italia al tempo della Rivoluzione. Compì i primi studi a Todi dove si giovò dell'insegnamento del poeta Giuseppe Cocchi. A sedici anni passò a Perugia dove, a causa della ferrea educazione familiare, lavorò per mantenersi agli studi alla Scuola normale (come allora si chiamava l'Istituto magistrale perugino). In soli due anni conseguì il diploma di maestro, con il quale si mise subito all'opera aprendo delle scuole serali (gestiva anche una tabaccheria).
Volontario garibaldino, nel 1867 fu a Mentana, ove combatté da tenente e fu ferito. Avendo soccorso Garibaldi (si trovava infatti spalla a spalla con lui), ricevette da questi la sua "seconda" spada, cimelio attualmente appartenente a collezione privata, e con cui fu da lui iniziato sul campo alla Massoneria.
Non ancora ventenne, vinse un concorso di Stato, e dall'ottobre 1863 insegnò nel Regio liceo Pontano e nell'Istituto tecnico comunale di Spoleto, dove rimase dodici anni. Figura appassionata di educatore, fondò una banca popolare, una biblioteca circolante e la rivista letteraria e scientifica «L'Umbria e le Marche», da cui si propugnava la diffusione di tali biblioteche. Morandi fu infatti il fondatore delle primissime biblioteche per il Popolo, dette "circolanti" per il "prestito" del libro all'utenza. La sua preoccupazione di alfabetizzare il Paese fu tale da indurlo a donare la sua intera biblioteca, che oggi costituisce uno dei fondi della Biblioteca Civica Cesare Battisti di Bolzano.
Nel 1874 ottenne la cattedra d'Italiano nell'Istituto tecnico di Forlì, quindi di Modena e poi di Parma, e nel 1879 fu a Roma. Dopo aver insegnato nelle scuole medie e superiori complessivamente per tanti anni, profondendo tutto sé stesso, una malattia alla gola lo spinse ad abbandonare le scuole.
Nel 1880 diventò quindi libero docente di Letteratura italiana all'università "La Sapienza" di Roma.
Per il suo impegno civile ed educativo dal 1881 al 1886 fu scelto (su proposta di Ruggiero Bonghi) quale precettore del futuro re Vittorio Emanuele III.
Nel 1895 fu eletto deputato per il collegio di Todi, che rappresentò alla Camera nei successivi nove anni. Nel 1905 fu nominato senatore. Partecipò così per quattro legislature ai lavori del Parlamento dove sedette tra i banchi della destra con la corrente liberale di Cavour.
Il 20 dicembre 1919 fu eletto socio dell'Accademia della Crusca. Ebbe due figli di nome rispettivamente Anna e Vittorio. Morì a settantasette anni ed è sepolto al Cimitero Vecchio della città di Todi.

## Attività linguistica e letteraria
Nell'ambito della rinnovata questione della lingua riapertasi con l'Unità politica della Nazione, fu tra i più autorevoli propugnatori delle idee manzoniane, che applicò con lucidità e coerenza anche in una grammatica (realizzata in collaborazione con Giulio Cappuccini) la quale fu largamente adottata nelle scuole italiane. Tra gli elementi di novità introdotti, la sanzione dell'uso dell'imperfetto in -a (io aveva) rispetto all'analogico -o (io avevo), recependo un tipico tratto manzoniano, che sarà poi proprio dell'italiano attuale.
A lui si devono significative pubblicazioni sui dialetti dell'Italia mediana: una raccolta di canti popolari umbri e soprattutto la prima edizione quasi integrale dei sonetti romaneschi di Giuseppe Gioachino Belli, per la sua realizzazione della quale si avvalse della collaborazione di Filippo Chiappini, e che ancora oggi resta un punto di riferimento per l'ottimo commento linguistico.

### Opere
- Due tarli / poesia di Luigi Morandi, Sanseverino-Marche: C. Corradetti, 1868
- Poesie / di Luigi Morandi Torino: E. Loescher, 1875
- La preghiera di un fanciullo : mezzo soprano o contralto / parole di Luigi Morandi; musica di Antonio Barili, Milano: F. Lucca, [1877]
- A lei : melodia / parole del prof. Luigi Morandi ; musica di Edmo Bonamici Milano : Ricordi, t.s.1877
- Primo bacio : N. 2 in Re / Rotoli Augusto; parole di L. Morandi, Milano: ediz. Ricordi, 1878
- Le biblioteche circolanti / pel prof. Luigi Morandi, Firenze: Editori della scienza del popolo, 1878
- Il campanile: bizzarria in prosa e in verso di Luigi Morandi: pubblicata in occasione delle nozze Bianchi-Bonelli, Spoleto: Tip. Bassoni e Bozzi, 1869[5]
- I sinonimi del verbo morire / Luigi Morandi, Roma: Salviucci, 1882
- In quanti modi si possa morire in Italia / Luigi Morandi, Torino: Paravia, 1883
- Due commedie e un discorso sull'unita della lingua rispetto alla commedia/ Luigi Morandi Roma: E. Loescher, 1883
- Voltaire contro Shakespeare, Baretti contro Voltaire / Luigi Morandi; con un'appendice alla Frusta letteraria e 44 lettere del Baretti inedite o sparse, Città di Castello: S. Lapi, 1884
- La Francesca di Dante : con un'appendice su certa specie di critica molto usata in Italia / studio di Luigi Morandi, Città di Castello: S. Lapi, 1884
- Cinque Lettere e due note di viaggio / a cura di Luigi Morandi, Perugia: Tip. Boncompagni, 1886
- Poesie / di Luigi Morandi, Città di Castello: S. Lapi, 1888
- Benefico timo, Milano: tip. Marchi, [1893?]
- Prose e poesie italiane / scelte e annotate da Luigi Morandi, per uso delle scuole Città di Castello: S. Lapi, 1901
- Antologia della nostra critica letteraria moderna / compilata da Luigi Morandi, Città di Castello: S. Lapi, 1894 (è nona edizione, riveduta sulla 4ª)
- Come fu educato Vittorio Emanuele III: ricordi / di Luigi Morandi, Torino: G.B. Paravia, 1901
- La ritrosa : Canto popolare. Poesia di Luigi Morandi, musica di Francesco Paolo Frontini, A. Forlivesi, Firenze 1905 video
- Origine della lingua italiana : dissertazione / di Luigi Morandi, Città di Castello: S. Lapi tip.-ed., 1906
- Lorenzo il Magnifico, Leonardo da Vinci e la prima grammatica italiana ; Leonardo e i primi vocabolari: ricerche di Luigi Morandi, Città di Castello: S. Lapi, 1908
- Prose e poesie italiane / scelte e annotate da Luigi Morandi per uso delle scuole Città di Castello: S. Lapi, 1911
- Sonetti scelti / di G. G. Belli; a cura di Luigi Morandi, Città di Castello: Lapi, 1912